# Open di Zurigo 1994
L'Open di Zurigo 1994 è stato un torneo femminile di tennis giocato sul sintetico indoor. È stata l'11ª edizione del torneo, che fa parte della categoria Tier I nell'ambito del WTA Tour 1994. Si è giocato nell'Hallenstadion di Zurigo in Svizzera, dal 3 al 9 ottobre 1994.

## Campionesse

### Singolare
Magdalena Maleeva ha battuto in finale  Nataša Zvereva con il punteggio di 7–5, 3–6, 6–4

### Doppio
Manon Bollegraf /  Martina Navrátilová hanno battuto in finale  Patty Fendick /  Meredith McGrath con il punteggio di 7–6(3), 6–1